# Собар
Собар (рум. Sobari, Собарь) — село в Сорокском районе Молдавии. Наряду с сёлами Кременчуг, Ливезь и Валя входит в состав коммуны Кременчуг.

## География
Село расположено на высоте 175 метров над уровнем моря.

## Население
По данным переписи населения 2004 года, в селе Собарь проживает 326 человек (147 мужчин, 179 женщин).
Этнический состав села:
| Национальность | Число жителей | Процентный состав |
| -------------- | ------------- | ----------------- |
| молдаване      | 319           | 97,85             |
| русские        | 6             | 1,84              |
| украинцы       | 1             | 0,31              |
| Всего          | 326           | 100 %             |